# 林恩路球場
林恩路球場 （Lynn Road）是曾經位於英格蘭倫敦伊爾福德的紐伯里公園地區（Newbury Park）的一個足球場。從1904年到1977年，曾經是伊爾福德足球會（Ilford F.C.）的主場，並在1948年夏季奧運會期間舉辦足球比賽。
林恩路球場建於1904年，當時伊爾福德足球會被告知必須離開他們的主場韋爾斯利路球場（Wellesley Road） 。在新球場第一場比賽是在1904年9月對Clapton F.C.，並於11月在球場南側開設一座新的400個座位的看台。1922年購買該場地的永久地權，並在球場北側建造另一座看台，可容納600人，原本看台於1928年拆除，並被一座850個座位的看台取而代之，該看台包括一個可容納950人的站立區。
林恩路球場在1952年5月舉行的一場英格蘭學校錦標賽（English Schools Trophy）比賽，創下17,000人的最高出席紀錄，這時球場容量已達到18,000人。隨後於1962年安裝照明設施。
1970年代，伊爾福德足球會計劃遷至菲爾洛普站附近的一個新球場，並在1977年夏季離開林恩路球場，隨後球場被拆除。伊爾福德足球會離開林恩路球場最後並沒有搬遷到新場地，原因是與萊頓斯通足球會（Leytonstone F.C.）合併，成立萊頓斯通/伊爾福德（Leytonstone/Ilford）。

## 曾進行夏季奧運會足球比賽
| 日期          | 時間  | 第一隊   | 結果 | 第二隊 | 比賽階段 | 入場人數 |
| ------------- | ----- | -------- | ---- | ------ | -------- | -------- |
| 1948年7月31日 | 18:30 | 法國     | 2–1  | 印度   | 第一圈   | 17,000   |
| 1948年8月5日  | 18:30 | 南斯拉夫 | 3–1  | 土耳其 | 第二圈   | 8,000    |